# Liste des Gouverneurs de Chhattisgarh

Localisation de l'État de Chhattisgarh.

Cet article dresse la liste des Gouverneurs de l'État indien de Chhattisgarh.

## Gouverneurs de Chhattisgarh
| # | Nom                        | Date de prise de fonction | Date de fin     |
| - | -------------------------- | ------------------------- | --------------- |
| 1 | Dinesh Nandan Sahay        | 1er novembre 2000         | 1er juin 2003   |
| 2 | Krishna Moahan Seth        | 2 juin 2003               | 25 janvier 2007 |
| 3 | E. S. L. Narasimhan        | 25 janvier 2007           | 23 janvier 2010 |
| 4 | Shekhar Dutt               | 23 janvier 2010           | 19 juin 2014    |
| - | Ram Naresh Yadav (intérim) | 19 juin 2014              | 14 juillet 2014 |
| 5 | Balram Das Tandon          | 18 juillet 2014           | 14 août 2018    |
| - | Anandiben Patel (intérim)  | 15 août 2018              | 28 juillet 2019 |
| 6 | Anusuiya Uikey             | 29 juillet 2019           | en cours        |

### Source de la traduction
- (en) Cet article est partiellement ou en totalité issu de l’article de Wikipédia en anglais intitulé « List of Governors of Chhattisgarh » (voir la liste des auteurs).